# Cymbalaria muelleri
Cymbalaria muelleri là một loài thực vật có hoa trong họ Mã đề. Loài này được (Moris) A.Chev. mô tả khoa học đầu tiên năm 1936.